# Arondismentul Grasse
Arondismentul Grasse (în franceză Arrondissement de Grasse) este un arondisment din departamentul Alpes-Maritimes, regiunea Provence-Alpes-Côte d'Azur, Franța.

## Subdiviziuni

### Cantoane
- Cantonul Antibes-Biot
- Cantonul Antibes-Centre
- Cantonul Le Bar-sur-Loup
- Cantonul Cagnes-sur-Mer-Centre
- Cantonul Cagnes-sur-Mer-Ouest
- Cantonul Cannes-Centre
- Cantonul Cannes-Est
- Cantonul Le Cannet
- Cantonul Carros
- Cantonul Coursegoules
- Cantonul Grasse-Nord
- Cantonul Grasse-Sud
- Cantonul Mandelieu-Cannes-Ouest
- Cantonul Mougins
- Cantonul Saint-Auban
- Cantonul Saint-Laurent-du-Var-Cagnes-sur-Mer-Est
- Cantonul Saint-Vallier-de-Thiey
- Cantonul Vallauris-Antibes-Ouest
- Cantonul Vence

### Comune
| 1. Aiglun (06001)                | 2. Amirat (06002)                | 3. Andon (06003)                     | 4. Antibes (06004)                 |
| 5. Auribeau-sur-Siagne (06007)   | 6. Le Bar-sur-Loup (06010)       | 7. Biot (06018)                      | 8. Bouyon (06022)                  |
| 9. Briançonnet (06024)           | 10. Le Broc (06025)              | 11. Bézaudun-les-Alpes (06017)       | 12. Cabris (06026)                 |
| 13. Cagnes-sur-Mer (06027)       | 14. Caille (06028)               | 15. Cannes (06029)                   | 16. Le Cannet (06030)              |
| 17. Carros (06033)               | 18. Caussols (06037)             | 19. Châteauneuf-Grasse (06038)       | 20. Cipières (06041)               |
| 21. La Colle-sur-Loup (06044)    | 22. Collongues (06045)           | 23. Conségudes (06047)               | 24. Courmes (06049)                |
| 25. Coursegoules (06050)         | 26. Escragnolles (06058)         | 27. Les Ferres (06061)               | 28. Gars (06063)                   |
| 29. Gattières (06064)            | 30. La Gaude (06065)             | 31. Gourdon (06068)                  | 32. Grasse (06069)                 |
| 33. Gréolières (06070)           | 34. Mandelieu-la-Napoule (06079) | 35. Le Mas (06081)                   | 36. Mouans-Sartoux (06084)         |
| 37. Mougins (06085)              | 38. Les Mujouls (06087)          | 39. Opio (06089)                     | 40. Peymeinade (06095)             |
| 41. Pégomas (06090)              | 42. Roquefort-les-Pins (06105)   | 43. Roquestéron-Grasse (06107)       | 44. La Roquette-sur-Siagne (06108) |
| 45. Le Rouret (06112)            | 46. Saint-Auban (06116)          | 47. Saint-Cézaire-sur-Siagne (06118) | 48. Saint-Jeannet (06122)          |
| 49. Saint-Laurent-du-Var (06123) | 50. Saint-Paul (06128)           | 51. Saint-Vallier-de-Thiey (06130)   | 52. Sallagriffon (06131)           |
| 53. Spéracèdes (06137)           | 54. Séranon (06134)              | 55. Théoule-sur-Mer (06138)          | 56. Le Tignet (06140)              |
| 57. Tourrettes-sur-Loup (06148)  | 58. Valbonne (06152)             | 59. Valderoure (06154)               | 60. Vallauris (06155)              |
| 61. Vence (06157)                | 62. Villeneuve-Loubet (06161)    |                                      |                                    |